# Klipsch
Klipsch (по-русски произносится Клипш) — транснациональная компания, крупный американский изготовитель Hi-Fi акустики (преимущественно класса Hi-End). Штаб-квартира и инженерно-технологический центр расположены в округе города Индианаполис, США, и занимают площадь в 30 000 м².

## История
Компанию «Klipsch & Associates» в 1946 году основал Пол Уилбер Клипш (1904, Элкхарт, Индиана — 2002, Хоп, Арканзас). Компания стала пятым по счету предприятием Клипша; на тот момент она представляла собой небольшую мастерскую в городе Хоуп в Арканзасе. Клипш сам собирал каждый громкоговоритель и лишь в 1948 году смог себе позволить нанять инженера в помощь.
В 1989 году Клипш продал компанию своему кузену Фреду Клипшу и его жене Джуди Клипш. Супруги запустили новую маркетинговую стратегию и изменили имидж компании, что привело к ежегодному росту продаж более чем на 20 %.
В 1997 году имя Пола Клипша внесено в список Зала славы науки и техники наравне с Томасом Эдисоном и братьями Райт. На тот момент Клипшу принадлежало 23 патента.
В 2011 году выкупила право выпуска Hi-Fi систем марки JAMO, оставив последним только разработку дизайна.

## Структура и управление
Klipsch Audio Technologies входит в состав группы компаний «Klipsch Speakers». Холдинг «Klipsch Speakers» наряду с акустическим брендом Klipsch включат в себя также бренды Jamo, Energy и Mirage. Головной офис и инженерно-технологический центр компании расположены в округе города Индианаполис (США). Инженерно-технологический центр акустических исследований, площадью более 30 000 м², оборудован двумя безэховыми камерами, цифровыми электронными рабочими станциями и несколькими специализированными лабораториями, в том числе лабораторией по изучению преобразователей, опытным производством и лабораторией по изучению дизайна.
Компания осуществляет продажи по всему миру. Klipsch Speakers также управляет деятельностью Klipsch Group Europe в городе Найве (Дания), Jamo International в городе Виборг (Дания), Mirage & Energy и в городе Торонто (провинция Онтарио, Канада). Производственные мощности компании расположены в городе Хоуп (штат Арканзас, США). Klipsch Speakers также имеет представительства по продажам в Калифорнии, канадской провинции Онтарио, Нидерландах, России, а также в Янчжоу и Фучжоу в Китае. Управляющий менеджмент группы Klipsch Speakers выглядит следующим образом:
- Фрэд Клипш (Klipsch, Fred S.) — Председатель совета директоров и Председатель правления (CEO);
- Джуди Клипш (Klipsch, Judy L.) — Заместитель председателя совета директоров;
- Пол Якобс (Jacobs, Paul) — Президент и операционный директор (COO);
- Дэйв Келли (Kelley, Dave) — Управляющий вице-президент по продажам в Северной Америке и в Тихоокеанском регионе Азии;
- Майкал Клипш (Klipsch, Michael F.) — Управляющий вице-президент по международным поставкам и главный юрист;
- Стив Клипш (Klipsch, Steve) — Младший вице-президент по организационной стратегии;
- Фрэд Фаррар (Farrar, Fred) — Финансовый директор и главный казначей.

## Модельные линейки
- Palladium
- Icon
- THX Ultra
- Reference
- Heritage
- Встроенные аудиосистемы
- Решения для iPod/MP3
- Наушники
- Колонки для мультимедиа
- Профессиональная акустика для кинотеатров

## Технологии
Известность и успех Пола У. Клипша связаны с технологическими инновациями, введёнными изобретателем, благодаря тому, что в несовершенстве звучания граммофонной пластинки в середине 40-х годов Клипш видел не столько технические недостатки, сколько технологические возможности для улучшения.

### Рупор Клипша
Клипш сумел воплотить революционную на тот момент идею рупора свёрнутого внутри колонки. Краеугольным камнем всей работы Пола Клипша стала разработка угловой рупорной колонки. Изначально данная идея коллегами и конкурентами всерьёз не воспринималась из-за близости стен, которые должны были мешать звуку столь открытой колонки. Но Пол Клипш заставил именно отражения звуковых волн служить колонке, тем самым увеличив её КПД — при расчете параметров динамика стены и углы рассматривались Клипшем как продолжение корпуса колонки. Колонка, оснащенная подобной системой, получила название «Klipschorn» (Клипшорн) и была запатентована в 1945 году. Несмотря на свою массу, эта колонка впечатляла объёмом и панорамой своего звучания, а габариты были компактнее, чем у конкурентов.
На сегодняшний день в компании выделяют следующие преимущества рупора Клипша:
- снижение вредного отражения звуковых волн и увеличение чистоты звука с минимальными искажениями;
- прозрачное и детализированное звучание музыки;
- более артикулированное воспроизведение диалогов;
- звуковая картина одновременно широка и сфокусирована;
- звук более динамичный и ударный.

Конструкция рупора Клипша сегодня называется «Tractrix» и реализуется в подавляющем большинстве изделий компании, за исключением активных сабвуферов и мультимедии, где применение подобного расчета необоснованно физически. Упрощенный вариант данной конструкции («MicroTractrix») используется в производстве менее требовательной и компактной акустики. Рупорная технология «Tractrix» совместима с другими запатентованными Клипшем разработками, например, с технологией «XT». Подобное смешивание технологий реализовано в серии «Klipsch Icon» с особо диффузным (широким) звуковым полем и мягким пространственным ощущением. Вне зависимости от объёма камеры твитера и толщины его панели, подобное звучание идентично в любой точке диапазона 80 градусов в вертикальной и горизонтальной плоскостях.

### Другие технологии
Материал Cerametallic — вуферы (басовики), устанавливаемые в моделях серии «Reference», оснащены жесткими и в то же время легкими и высокоподвижными диффузорами нового поколения собственной разработки компании Klipsch. Вуферы с диффузорами «Cerametallic» избавлены от избыточных резонансов и имеют высокую чувствительность на сигнал, благодаря чему справляются с самым разнообразным звуковым материалом.
Технология Tapered Away — эксклюзивная технология компании Klipsch, используется для целенаправленного и профессионального исполнения речи, диалога и закадрового перевода саундтреков.
Wide Dispersion Surround Technology (WDST) — доработанный и усовершенствованный дипольный тип колонки с идентичными разнонаправленными динамиками. Колонки объёмного звучания Klipsch (тыловая акустика) с широким применением технологии WDST игнорируют резонирующую поверхность и иные заслоняющие поверхности.
Технология Corner Port — технология использования пространства корпуса с помощью увеличения длины лабиринта воздушной волны для гомогенизации и умножения, увеличивая на выходе реалистичность и глубину звучания. Технология используется в сабвуферах Klipsch RW-12d и Klipsch RW-10d.
Digitally Controlled Subwoofer (DCS) — функция цифрового управления настраивания уровня громкости и параметров баса на сабвуфере к конкретной системе, специфической установке и параметрам помещения. Технология DCS используется в модельной линейке Reference.